# Natacha Dufaux
Natacha Dufaux é uma editora de cinema canadiana. Ela é mais conhecida pelo seu trabalho nos filmes The Other Rio (L'Autre Rio), pelo qual recebeu uma indicação ao Prix Iris de Melhor Montagem em Documentário no 21º Quebec Cinema Awards em 2019, e The Free Ones (Les Libres), pelo qual ela recebeu uma indicação ao Canadian Screen Award de Melhor Edição em Documentário no 9º Canadian Screen Awards em 2021.